# Amphinemura banksi
Amphinemura banksi (лат.) — вид веснянок из семейства Немуриды. Северная Америка: Канада и США. Мелкие темноокрашенные насекомые (менее 1 см). Имаго появляются с июля по август. Личинки-нимфы обитают в чистых и холодных ручьях и реках.
Вид был впервые описан в 1972 году по материалам из национального парка Роки-Маунтин (Rocky Mountain National Park; штат Колорадо, округ Лаример, Hidden Valley Creek, США).